# Ludwinów
Ludwinów [pronunciación en polaco: /ludˈvʲinuf/] es un pueblo en el distrito administrativo de Gmina Leśna Podlaska, dentro del Distrito de Biała Podlaska, Voivodato de Lublin, en el este de Polonia. Se encuentra aproximadamente 2 kilómetros al sur de Leśna Podlaska, 12 kilómetros al noroeste de Biała Podlaska, y 102 kilómetros al norte de la capital regional, Lublin.